# Droplaugarsona saga
La Droplaugarsona saga (in italiano: Saga dei figli di Droplaugr) è una saga degli Islandesi, scritta probabilmente in Islanda nei primi anni del XV secolo da autore sconosciuto. Questa saga narra la storia di Grímr e Helgi figli di Droplaugr; questa coppia di fratelli compare anche nella Fljótsdæla saga, ed infatti parti della storia narrata nella Droplaugarsona saga si sovrappongono a quelle della Fljótsdæla saga, sebbene alcuni dettagli spesso differiscano tra le due versioni: ciò non è raro nelle saghe degli Islandesi.